# Miroslav Štěpán

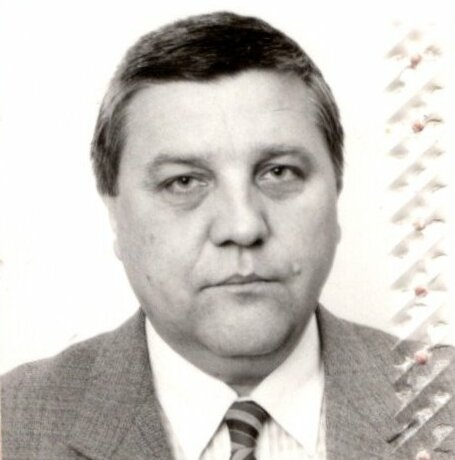
Miroslav Štěpán (1988)

Miroslav Štěpán (* 5. August 1945 in Louny; † 23. März 2014 in Prag) war ein tschechischer Politiker der Komunistická strana Československa (KSČ).

## Leben
Štěpán war Agraringenieur von Beruf. Während der Normalisierung war Miroslav Štěpán von 1974 bis 1977 Sekretär des Stadtkomitees der SSM, der Jugendorganisation der KSČ. Seit 1986 war er führender Funktionär des Stadtkomitees der KSČ in Prag, danach seit 1988 Mitglied des Politbüros des Zentralkomitees der Kommunistischen Partei der Tschechoslowakei. Miroslav Štěpán war auch als Anführer der Lidové milice (Volksmiliz) tätig.
Ihm werden die Entscheidungen zugeschrieben, die zur Niederschlagung der Demonstrationen 1988 und 1989 führten, einschließlich der am 17. November 1989 stattgefundenen.
Infolge der sogenannten Samtenen Revolution musste Miroslav Štěpán Ende November 1989 seine Ämter niederlegen. Im Dezember 1989 gab er auch seinen Sitz in der Föderationsversammlung auf. Am 5. Dezember wurde er aus der KSČ ausgeschlossen. Nachdem er inhaftiert und zu zweieinhalb Jahren verurteilt worden war, wurde er im Oktober 1991 aus dem Gefängnis freigelassen.
Er war seit deren Wiedergründung 1995 Generalsekretär der Komunistická strana Československa (KSČ) (1995 bis 1999 Strana československých komunistů), welche sich auf die Lehren von Marx, Engels, Lenin und Stalin beruft.
2004 führte Miroslav Štěpán die Delegation der KSČ beim Kongress der Union der Kommunistischen Parteien – KPdSU, der Gennadi Sjuganow vorsaß. In einem Interview für die Redaktion des Tschechoslowakischen Kommunisten warf Štěpán der KPRF und der KSČM vor, die kommunistischen Ideale verraten und die Gegenrevolution gezeugt zu haben. Miroslav Štěpán sprach diesen Parteien den kommunistischen Charakter ab.